# 요해나 콘타

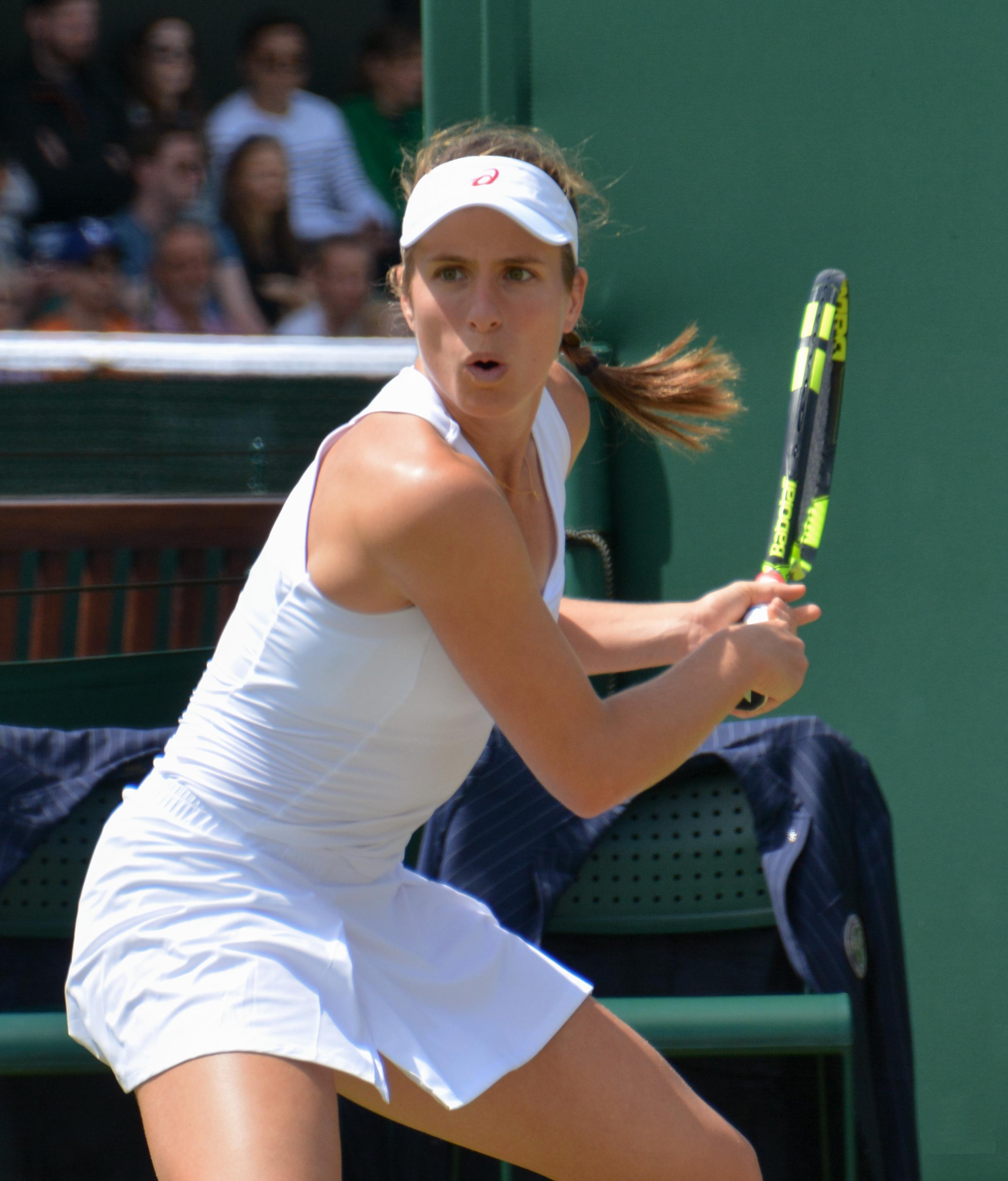
2016년 윔블던 선수권 대회에서의 콘타 선수

요해나 콘타(영어: Johanna Konta, 1991년 5월 17일 ~ )는 영국의 테니스 선수이다. 리우 올림픽에 출전한다. 시드니에서 헝가리인 부모에게서 태어났다.